# Norman Jewison
Norman Frederick Jewison (Toronto, 21. srpnja 1926. – Los Angeles, 20. siječnja 2024.) bio je kanadski filmski redatelj, producent i glumac.

## Rani život
Rođen je u Torontu 1926. Pohađao je Kew Beach School i, dok je odrastao u tridesetima, pokazao je prirodni dar za nastupe u kazalištu. 1944. i 1945. je služio u mornarici tijekom Drugog svjetskog rata, a nakon što je otpušten, otputovao je na američki Jug, gdje se suočio sa segregacijom, iskustvom koje će kasnije utjecati na njegov rad.
Jewison je pohađao Victoria College na Sveučilištu u Torontu, diplomiravši 1949. Kao student se bavio pisanjem, režiranjem i glumom u raznim kazališnim produkcijama, uključujući All-Varsity Revue 1949. Tijekom ljeta je radio u Banf Springs Hotelu kao konobar, dok je u isto vrijeme radio neke lokalne produkcije. Nakon diplome je odlučio raditi u šou-biznisu, prvo kao glumac, i otputovao u Hollywood i New York City u potrazi za mogućnostima.

## Karijera
Shvativši kakvo stanje vlada u  Sjedinjenim Državama, nezaposlenost i visoki troškovi života, Jewison se vratio u Toronto i počeo voziti taksi kako bi preživio, ali je i dalje zadržao ambicije glumeći i pišući scenarije tijekom ljeta. Nakon što se nije uspio zaposliti na kanadskoj televiziji, preselio se u London, gdje je sporadično radio kao scenarist za dječju emisiju i sporedni glumac za BBC, usput se uzdržavajući raznim poslovima. Kad je 1951. u Engleskoj ostao bez posla, pristao je na ponudu da počne učiti produkciju na CBC-TV-u u Torontu.
Kad je CBC počeo emitirati svoj program na jesen 1952., Jewison je bio pomoćnik redatelja. Tijekom sljedećih sedam godina, režirao je i producirao niz raznih mjuzikala, varijetea, drama i specijala, uključujući "The Big Revue", "Showtime" i "The Barris Beat". 1953. se oženio s Margaret "Dixie" Dixon, bivši model. Dobili su troje djece – Michaela, Kevina i Jennifer – koji će isto tako ostvariti karijeru u zabavnoj industriji, povremeno nastupajući u Jewisonovim filmovima.
Kako je njegova reputacija porasla, Jewisona je 1958. angažirao CBS iz New Yorka, gdje su mu prvi zadaci bili "Your Hit Parade" i "The Andy Williams Show". Nakon uspjeha ovih emisija, dobio je mogućnost režiranja specijala s izvođačima kao što su Harry Belafonte, Jackie Gleason i Danny Kaye. Televizijska produkcija koja se pokazala ključnom za Jewisonovu karijeru bio je specijal s Judy Garland koji joj je oživio karijeru, a emitirao se 1961. U njemu su još nastupili Frank Sinatra i Dean Martin, a kasnije je postao tjedni show koji će režirati Jewison. Posjetivši studio tijekom probe za specijal, glumac Tony Curtis je sugerirao Jewisonu da režira dugometražni film.
Jewisonova karijera filmskog redatelja započela je s komedijom Forty Pounds of Trouble (1962.) s Curtisom u glavnoj ulozi. Sljedeća tri filma koja je režirao, uključujući dva s Doris Day, The Thrill Of It All (1963.) i Send Me No Flowers (1964.), također su bile lagane komedije snimljene pod ugovorom sa studijom Universal. Nakon The Art of Love (1965.), Jewison je bio odlučan u namjeri da pobjegne iz tog žanra i počne raditi na nekim zahtjevnijim projektima. Film koji ga je proslavio bio je Cincinnati Kid (1965.) sa  Steveom McQueenom, koji se danas smatra jednim od najboljih kockarskih filmova svih vremena. Nakon tog trijumfa slijedila je hvaljena  hladnoratovska satira, Rusi dolaze, Rusi dolaze, koji je Jewison i producirao, a bio je nominiran za četiri Oscara, uključujući najbolji film.
Nastavak niza uspjeha bio je jedan od filmova koji su se počeli identificirati sa samim redateljem: U vrelini noći (1967.), kriminalistička drama smještena u rasno podijeljeni južnjački grad sa  Sidneyjem Poitierom i  Rodom Steigerom, koji je osvojio pet Oscara, uključujući onaj za najbolji film, dok je Jewison bio nominiran za najboljeg redatelja. Nakon toga je režirao još jedan film s McQueenom, koristeći inovativnu tehniku podijeljenog ekrana,  Afera Thomasa Crowna. Od tada pa nadalje Jewison će producirati sve svoje filmove koje će režirati, često u suradnji s Patrickom Palmerom. Producirat će i neke filmove drugih redatelja, od kojih je prvi bio onaj njegova bivšeg montažera  Hala Ashbyja, Stanodavac iz 1970.
Nakon što je dovršio komediju Gaily, Gaily (1969.), Jewison je, razočaran političkom klimom u Sjedinjenim Državama, preselio obitelj u  Englesku. U studijima Pinewood sjeverozapadno od Londona, i na lokacijama u Jugoslaviji, radio je na onom što će postati jedan od najuspješnijih filmova svih vremena, mjuzikl Guslač na krovu (1971.), koji će osvojiti dva Oscara, dok je bio nominiran za još pet drugih, uključujući najbolji film i režiju.
Jewisonov sljedeći projekt bio je  Isus Krist Superstar (1973.), temeljen na glazbenom albumu koji su producirali Andrew Lloyd Webber i Tim Rice. Sniman je u Izraelu, gdje je Jewison producirao i  vestern Billy Two Hats (1974.), s  Gregoryjem Peckom. "Superstar" je bio kontroverzan zbog obrade svete tematike, a uslijedio je još jedan film koji će podići prašinu – ovaj put zbog nasilja u Rollerballu (1975.), smještenom u bliskoj budućnosti gdje korporacije upravljaju svijetom, a zabava se vrti oko smrtonosne igre. Sljedeći film bio je sindikalna drama F.I.S.T. (1978.), koji je opet uznemirio duhove, zbog scenarija koji je adaptirao glavni glumac Sylvester Stallone.
Jewison se 1978. vratio u Kanadu. Nastanivši se u području Caledon u Ontariju, podigao je farmu na kojoj je uzgajana kvalitetna stoka. Djelujući iz baze u Torontu, kao i iz one u  Kaliforniji, režirao je filmove ...I pravda za sve (1979.) s  Alom Pacinom, i romantičnu komediju Najbolji prijatelji s  Burtom Reynoldsom i Goldie Hawn. 1981. je producirao  Pse rata (1981.) i  Čovjeka iz leda (1984.). Tijekom tog perioda, Jewison je bio i producent 53. dodjele Oscara (1981.), koja se trebala održati na dan kad je ranjen predsjednik Ronald Reagan, pa je morala biti otkazana za drugi dan.
Vrativši se ponovno na temu rasnih tenzija koje su karakterizirale U vrelini noći, Jewisonova Vojnikova priča (1984.), temeljena na komadu dobitniku  Pulitzerove nagrade, nominirana je za tri Oscara, uključujući najbolji film. Njegovi kasniji filmovi također su se temeljili na hvaljenim dramskim komadima. U provokativnoj Agnes, smještenoj u samostan u Quebecu, nastupile su Jane Fonda, Meg Tilly i Anne Bancroft; film je zaradio tri nominacije za Oscara. Jewisonov sljedeći film pokazao se kao jedan od najuspješnijih romantičnih filmova ikad snimljenih. Opčinjena mjesecom (1987.), s Cher, bio je veliki komercijalni hit koji je donio tri Oscara, od toga jedan za Cher za najbolju glumicu. Natjecao se za nagradu za najbolji film, kao i za Jewisonovu režiju.
U sljedećem desetljeću Jewison je nastavio snimati filmove koje su objavljivali veliki studiji: In Country (1989.), drama o  vijetnamskim veteranima i kćeri žrtve rata; Za tuđi novac (1991.), socijalna drama o pohlepi u osamdesetima; Samo ti (1994.), romantična komedija smještena u  Italiju; i Bogus (1996.), fantastični film o dječaku i njegovom imaginarnom prijatelju. Osim toga, producirao je filmove January Man (1989.) i kanadski film Dance Me Outside, te se vratio na televiziju kao redatelj i producent, uključujući seriju The Rez.
 Uragan (1999.) je bio treći Jewisonov film koji je govorio o efektima rasizma, u ovom slučaju o boksaču Rubinu "Uraganu" Carteru, koji je bio krivo osuđen zbog trostrukog ubojstva u New Jerseyju sredinom šezdesetih. Denzel Washington nominiran je za Oscar za najboljeg glavnog glumca za Carterov portret. 1999. je Jewisonov rad prepoznala i Akademija filmskih umjetnosti i znanosti i dodijelila mu prestižnu nagradu za životno djelo, Irving G. Thalberg.
Jewison je nastavio režirati i producirati; njegov posljednji film bio je  Presuda (2003.), temeljen na romanu Briana Moorea, s  Michaelom Caineom. U znak priznanja za doprinos umjetnosti, kao i za konstantnu potporu, 2004. je proglašen rektorom Sveučilišta Victoria. Iste godine je objavljena njegova autobiografija This Terrible Business Has Been Good to Me.

## Privatni život
26. studenog 2004. pod nepoznatim uzrocima umrla je njegova supruga Margaret Ann "Dixie" Jewison, dan nakon svog 74. rođendana, u Orangevilleu, Ontario.
Unatoč slavi koju je stekao režijom filmskih verzija Guslača na krovu i Presude, kao i zbog prezimena, Jewison nije Židov. Izjašnjava se kao britanski protestant.

## Filmografija
- Forty Pounds of Trouble (1963.)
- The Thrill of It All (1963.)
- Send Me No Flowers (1964.)
- The Art of Love (1965.)
- Cincinnati Kid (1965.)
- Rusi dolaze, Rusi dolaze (1966.)
- U vrelini noći (1967.)
- Afera Thomasa Crowna (1968.)
- Gaily, Gaily (1969.)
- Guslač na krovu (1971.)
- Isus Krist Superstar (1973.)
- Rollerball (1975.)
- F.I.S.T. (1978.)
- ...I pravda za sve (1979.)
- Najbolji prijatelji (1982.)
- Vojnikova priča (1984.)
- Agnes (1985.)
- Opčinjena mjesecom (1987.)
- In Country (1989.)
- Tuđi novac (1991.)
- Samo ti (1994.)
- Bogus (1996.)
- Uragan (1999.)
- Večera s prijateljima (2001.) (TV)
- Walter i Henry (2001.) (TV)
- Presuda (2003.)

## Vanjske poveznice
- Norman Jewison u internetskoj bazi filmova IMDb-u (engl.)
- Order of Canada Citation  Arhivirana inačica izvorne stranice od 11. ožujka 2007. (Wayback Machine)
- CBC Digital Archives: Master Storyteller Norman Jewison